# Sainte-Suzanne (Ariège)
Sainte-Suzanne település Franciaországban, Ariège megyében. Lakosainak száma 249 fő (2022. január 1.). Sainte-Suzanne Carla-Bayle, Le Fossat, Saint-Ybars, Sieuras, Villeneuve-du-Latou, Canens, Lapeyrère és Massabrac községekkel határos.

## Népesség
A település népessége az elmúlt években az alábbi módon változott:
| Lakosok száma | 233  | 190  | 174  | 231  | 235  | 236  | 238  | 239  | 238  | 249  |
|               | 1968 | 1982 | 1990 | 2006 | 2013 | 2015 | 2017 | 2019 | 2020 | 2022 |